# Rio Iguaçu
La rivière Iguaçu (en portugais : /ˈʁi.u iɡwaˈsu/), ou Iguazú (en espagnol : /ˈɾi.o iɣwaˈsu/), est un affluent du río Paraná à la triple frontière (Tres Fronteras ou Três Fronteiras) entre l'Argentine, le Brésil et le Paraguay. Elle prend ses sources dans la Serra do Mar, dans l'État du Paraná au Brésil. Elle s'étend sur une longueur de 1 320 km et est surtout connue grâce aux chutes d'Iguaçu.

## Étymologie
Son nom provient de la langue guaranie et signifie « grandes eaux ». De y /y/ (« eau ») et guasú (« grand »)[réf. nécessaire].

## Bassin versant
Son bassin versant a une superficie de 72 637,5 km2, soit à peu près les superficies de la Belgique et de la Suisse réunies.

## Description du cours de la rivière

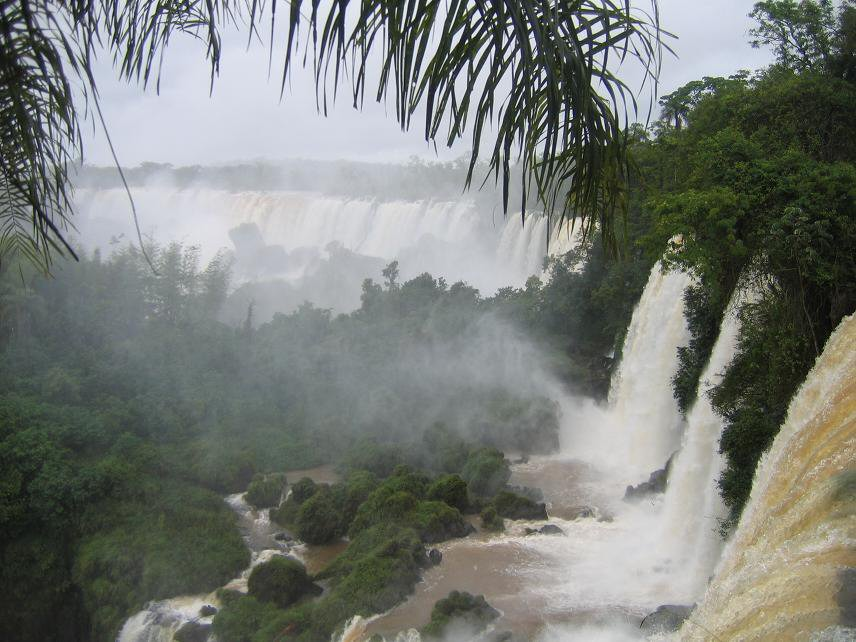
Les chutes d'Iguazú.

Depuis sa naissance au niveau de la bordure occidentale de la Serra do Mar, sur le haut plateau de Curitiba jusqu'à l'extrémité ouest de son parcours (dans la Serra Geral), le rio Iguaçu parcourt une large vallée plane où son cours est très sinueux, présentant de multiples méandres. Sur ce long secteur, on extrait de son lit des sables destinés à la construction.
Peu après sa naissance, la rivière traverse l'agglomération de Curitiba qui compte plus de trois millions d'habitants ; elle y reçoit d'importantes quantités d'eaux usées provenant notamment des égouts de la ville, si bien qu'en quittant la ville, le rio Iguaçu se présente comme un cours d'eau quasi mort, contenant des déchets de fer, de mercure et de manganèse.
Peu après cependant on assiste à une régénération de la rivière, et la vie y reprend ses droits. Dès la localité de Porto Amazonas, on y retrouve des poissons, si bien que le long de son cours moyen, diverses municipalités y captent l'eau pour la distribution domestique.
Dans son cours inférieur, à partir de la municipalité brésilienne de Capanema, la rivière matérialise la frontière entre l'Argentine et le Brésil, c'est-à-dire entre l'État du Paraná et la province de Misiones. Ce secteur débute lorsque la rivière reçoit en rive gauche un affluent appelé río San Antonio, et se termine à la confluence avec le Paraná. Dans ce secteur le Brésil a créé le parc national de l'Iguaçu (rive gauche), tandis que du côté argentin se trouve le parc national d'Iguazú.
Après un parcours d'environ 1 320 kilomètres - dont 1 205 pour la partie exclusivement brésilienne et 115 servant de frontière -, l'Iguaçu se jette dans le Paraná au niveau de la ville argentine de Puerto Iguazú, formant un tripoint entre Argentine, Paraguay et Brésil baptisé Triple frontière. 23 kilomètres en amont, se déploient les célèbres chutes de l'Iguaçu qui font aujourd'hui partie du Patrimoine mondial de l'Unesco.
Les eaux de l'Iguaçu et du Paraná ne se mélangent pas immédiatement, et longtemps on peut déterminer d'après leur coloration celles qui proviennent de l'Iguaçu. Celles-ci, claires et limpides avec un reflet verdâtre, contrastent avec celles du grand fleuve, lesquelles sont obscures et rougeâtres. Plus loin en aval, ces dernières plus abondantes finissent par l'emporter et leur aspect se diffuse aux premières.

## Navigabilité
Certains secteurs de la rivière sont navigables : dans la région de Curitiba et plus loin entre Porto Amazonas et União da Vitória.

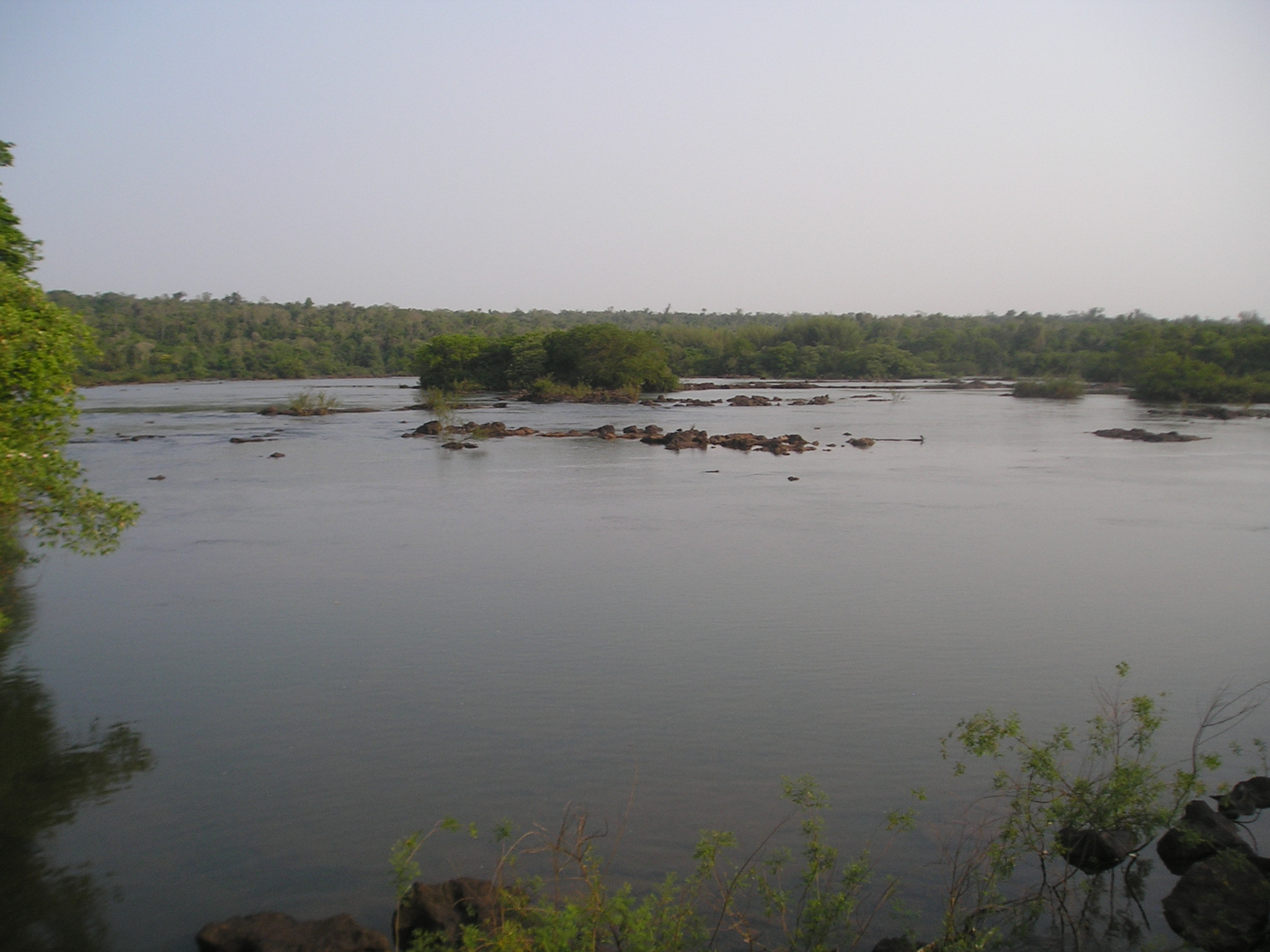
Le rio Iguaçu en amont des cataractes.

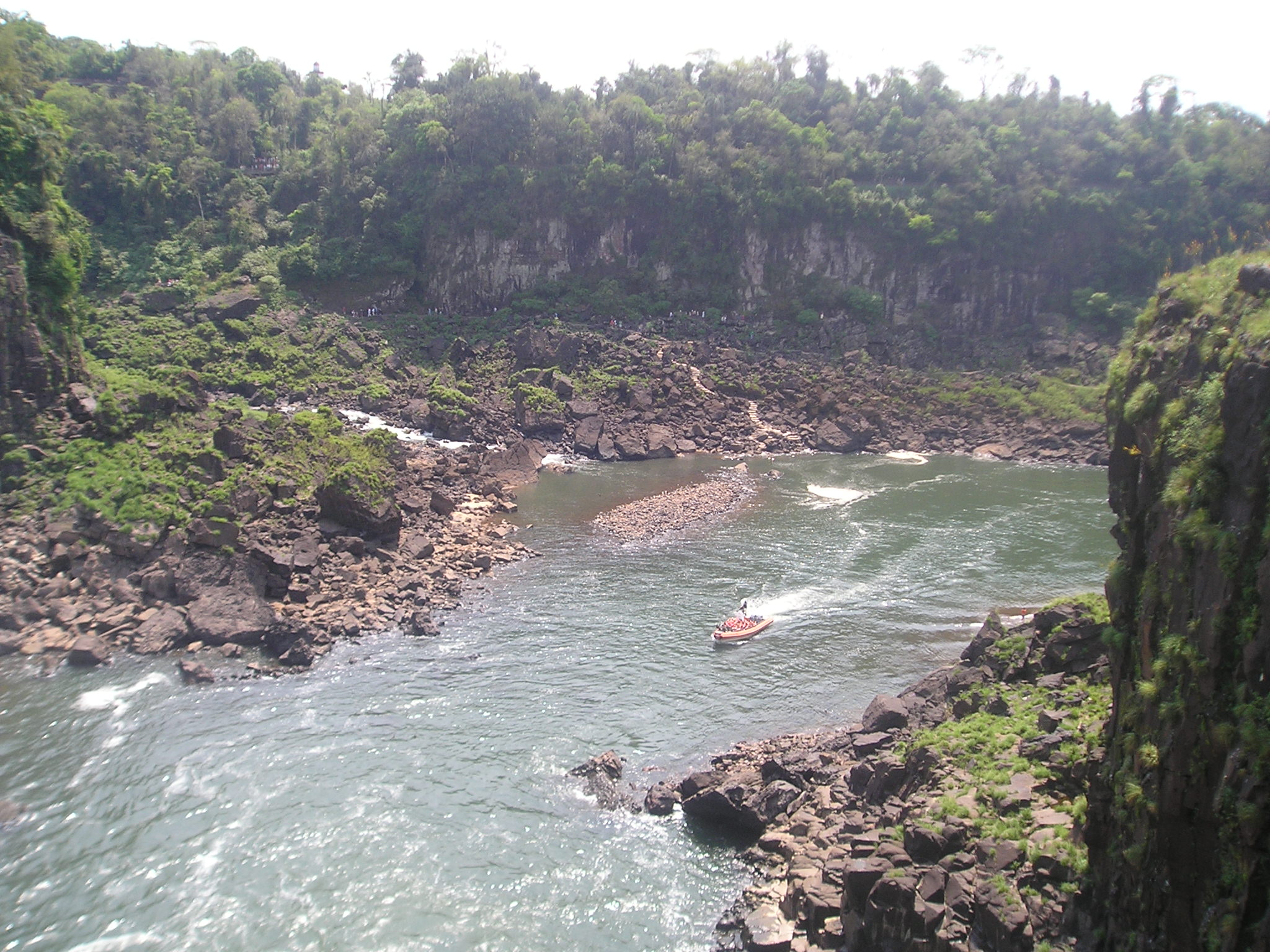
Le rio Iguaçu immédiatement en aval des cataractes.

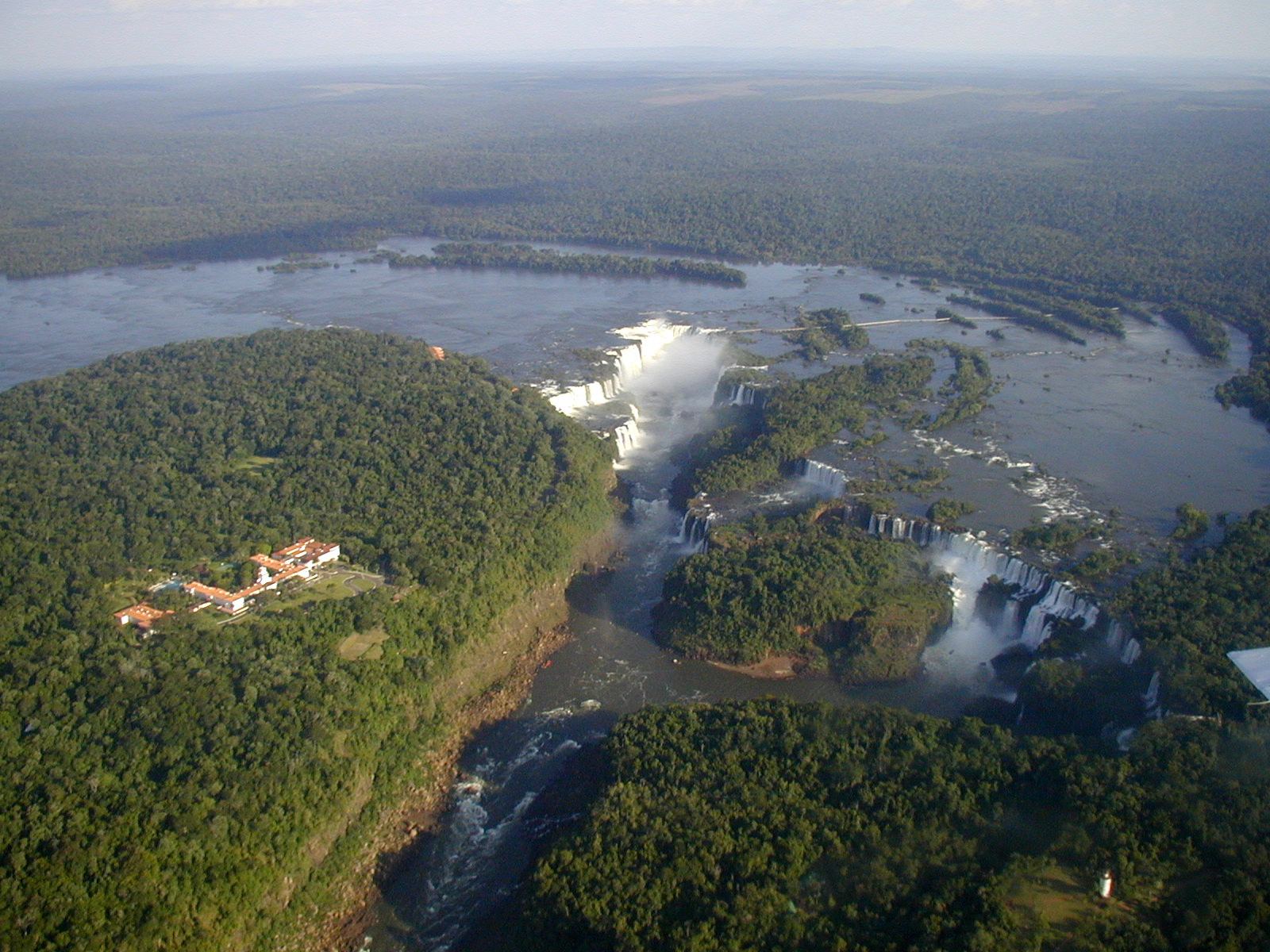
Vue aérienne des chutes de l'Iguaçu. Le territoire brésilien est à gauche, l'argentin à droite et à l'arrière-plan.

À l'ouest de la Serra Geral, à partir de la municipalité d'União da Vitória jusqu'à son embouchure dans le Paraná, le rio Iguaçu cesse d'être navigable. Dans cette région appelée Planalto de Guarapuava, il apparait comme une rivière abondante, coulant dans des vallées encaissées, de même d'ailleurs que ses affluents. Les vallées y sont étroites et profondes, avec des rapides, 
des îles rocheuses et des chutes d'eau ou saltos ; Grande, Santiago, Osório, Caxias, Sampaio, Faraday, puis enfin les superbes chutes de l'Iguaçu. 

## Hydroélectricité
Les fortes dénivellations responsables des nombreuses chutes d'eau et rapides ont fait du rio Iguaçu l'une des rivières les plus importantes du Brésil pour la production d'énergie électrique. Il existe sur son parcours cinq barrages destinés à l'approvisionnement 
hydroélectrique du pays : 
- l'Usina Gov. Bento Munhoz da Rocha Neto, à Pinhão, capacité de 1 676 000 kW ;
- l'Usina Gov. Ney Aminthas de Barros Braga, à Mangueirinha, capacité de 1 260 000 kW ;
- l'Usina Hidrelétrica de Salto Caxias, à Capitão Leônidas Marques, capacité de 1 240 000 kW ;
- l'Usina Hidrelétrica de Salto Santiago, à Saudade do Iguaçu, capacité de 1 332 000 kW ;
- l'Usina Hidrelétrica de Salto Osório, à São Jorge d'Oeste, capacité de 1 050 000 kW.

## Les débits
Le débit moyen de la rivière au niveau des chutes est de 1 419 m3/s soit près des deux tiers du débit du Rhin à son embouchure. 

### Hydrométrie - Les débits à Salto Cataratas
Le débit du rio Iguazú a été observé pendant 53 ans (1942-1995) à Salto Cataratas, localité située au niveau des Chutes d'Iguazú, à une vingtaine de kilomètres en amont de son confluent avec le rio Paraná .
À Salto Cataratas, le débit annuel moyen ou module observé sur cette période a été de 1 419 m3/s pour une surface prise en compte de 67 317 km², soit près de 95 % de la totalité du bassin versant.
La lame d'eau écoulée dans le bassin versant de la rivière atteint ainsi le chiffre de 665 millimètres par an, ce qui doit être considéré comme élevé.
L'Iguazú apparait comme un cours d'eau abondant et assez bien alimenté en toutes saisons, et dont le débit présente statistiquement deux maxima. Le premier correspond au début de l'hiver austral et va de juin à août, le second, correspondant au printemps, a lieu en octobre-novembre. Dès le mois de décembre, le débit de la rivière baisse doucement, mais garde en moyenne un débit satisfaisant durant toute la saison des basses eaux qui a lieu de décembre à avril.
Le débit moyen mensuel observé en avril (minimum d'étiage) atteint 1 038 m3/s, soit plus de la moitié du débit moyen du mois d'octobre (1 847 m3/s), ce qui témoigne de l'amplitude fort modérée des variations saisonnières. Sur la période d'observation de 53 ans, le débit mensuel minimal a été de 166 m3/s, tandis que le débit mensuel maximal s'est élevé au chiffre, considérable pour un aussi petit bassin, de 12 667 m3/s.

## Pollutions
En juillet 2000, la compagnie d'état brésilienne Petrobras fut responsable du déversement accidentel de millions de litres d'hydrocarbures dans la rivière[réf. nécessaire].

## Pont international

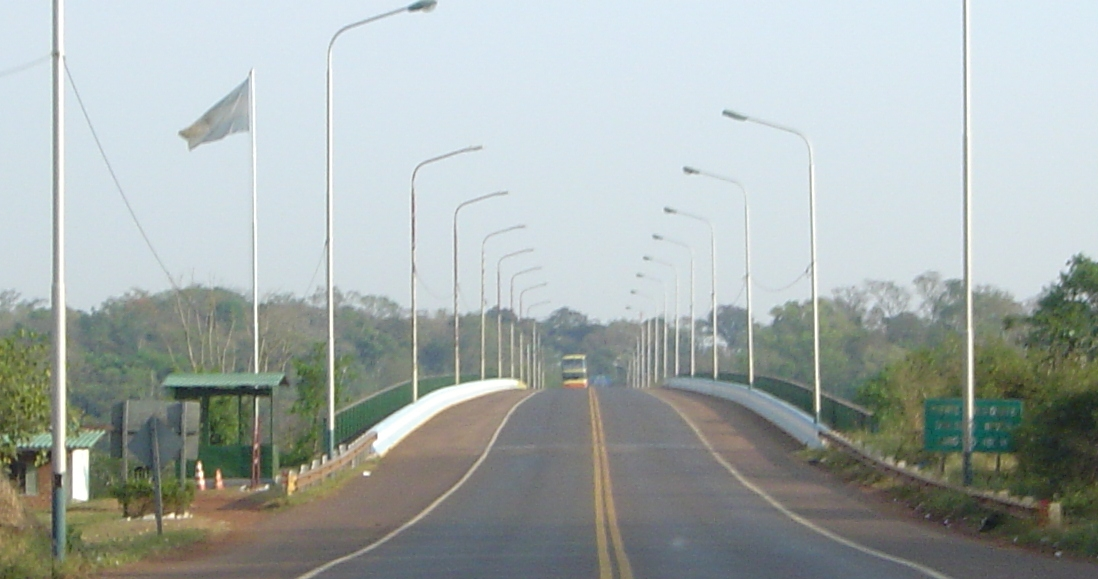
Le pont international de la Fraternité.

Entre les chutes et le confluent avec le Paraná, l'Iguaçu est désormais franchi par un pont international, le pont Tancredo Neves ou pont international de la Fraternité. Il fut inauguré le 29 novembre 1985. Il possède deux voies carrossables pour le trafic routier, ainsi que deux zones pour piétons. Sa longueur est de 489 mètres, dont une arche centrale d'une portée de 220 mètres, ce qui en fait un pont unique au monde. Sa largeur est de 16,50 mètres et sa hauteur au-dessus de la rivière est de 72 mètres.